# Emesis fulmen
Emesis fulmen är en fjärilsart som beskrevs av Hans Ferdinand Emil Julius Stichel 1910. Emesis fulmen ingår i släktet Emesis och familjen Riodinidae. Inga underarter finns listade i Catalogue of Life.